# Maciej Musiał (polityk)
Maciej Wincenty Musiał (ur. 22 stycznia 1952 w Poznaniu) – polski polityk, w latach 1997–1998 wojewoda poznański, w latach 1999–2000 wojewoda wielkopolski, w latach 2000–2001 szef KPRM w rządzie Jerzego Buzka.

## Życiorys
Ukończył w 1973 studia na Wydziale Fizyki Uniwersytetu im. Adama Mickiewicza w Poznaniu. Od 1975 do 1990 pracował w Instytucie Technologii Drewna w tym samym mieście.
Udzielał się w harcerstwie, był m.in. szczepowym Błękitnej Czternastki. Do harcerstwa powrócił w 1980, brał udział w tworzeniu poznańskich struktur KIHAM. 12 lutego 1989 w Warszawie został jednym z 51 członków Komitetu powołujących ZHR.
W 1980 wstąpił do „Solidarności”. Po wprowadzeniu stanu wojennego był współorganizatorem Tymczasowego Zarządu Regionu Wielkopolska, w którym w 1989 objął funkcję wiceprzewodniczącego. W tym samym roku kierował kampanią wyborczą Komitetu Obywatelskiego w Poznaniu.
Pełnił funkcję dyrektora Urzędu Wojewódzkiego w Poznaniu (1990–1996), był też dyrektorem wojewódzkiej delegatury Krajowego Biura Wyborczego. W latach 1997–1998 sprawował urząd wojewody poznańskiego, a po reformie administracyjnej w 1999 objął stanowisko wojewody wielkopolskiego. Następnie od czerwca 2000 do października 2001 pełnił funkcję szefa Kancelarii Prezesa Rady Ministrów w rządzie Jerzego Buzka, zastępując na tym stanowisku Jerzego Widzyka.
Od 2002 do 2006 wykładał w Wyższej Szkole Bankowej w Poznaniu. W latach 2006–2008 był prezesem zarządu i dyrektorem generalnym Kopalni Węgla Brunatnego Konin. Objął stanowiska dyrektora biura Stowarzyszenia Metropolia Poznań i członka zarządu Fundacji Zakłady Kórnickie.

## Odznaczenia i wyróżnienia
Otrzymał Krzyż Oficerski Orderu Odrodzenia Polski (2011) i Krzyż Wolności i Solidarności (2019). W 2020 Rada Miasta Poznania nadała mu tytuł „Zasłużony dla Miasta Poznania”.